# Proyector de perfiles
El proyector de perfiles y sombras es un aparato que sirve para efectuar mediciones donde no es posible utilizar instrumentos normales, normalmente por el exiguo tamaño de las piezas. La imagen obtenida amplía en 50, 100 o 200 veces el tamaño original.

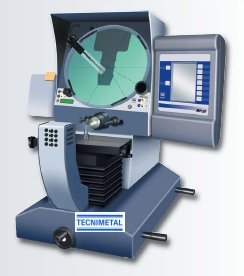
Proyector de perfiles.

## Partes
- Pantalla principal provista de cuadrantes. En su periferia está dividida en gradas, provistas también de un goniómetro.
- Lentes de aumento.
- Mesa transversal provista de un micrómetro con un precisión del orden de las 5 micras.

- Datos: Q11700905